# Chiesa di San Giovanni Battista (Borgo Virgilio)
La chiesa di San Giovanni Battista è la parrocchiale a Borgoforte, frazione di Borgo Virgilio nella provincia di Mantova in Lombardia. Risale al XVIII secolo.

## Storia
La chiesa con dedicazione a San Giovanni Battista venne edificata a Borgoforte a partire dal 1723, progettata da
Giovan Maria Borsotto. L'edificio, in stile tardo barocco, venne completato nel 1729.
Il terremoto dell'Emilia del 2012 colpì anche il territorio di Borgoforte, la chiesa ne ha subito danni rilevanti ed è stato necessario procedere con restauri per ripristinare le condizioni di agibilità e si sicurezza. Il consolidamento statico strutturale ha comportato anche interventi sulle volte e sulla facciata.
Durante i lavori si è provveduto anche a rivedere con cura le parti affrescate e decorate, restaurando altari laterali e pareti presbiteriali.

## Descrizione
La facciata tipicamente barocca e in laterizio è divisa verticalmente in due ordini.
Nell'ordine inferiore il portale è sormontato dalla statua di San Giovanni Battista.
L'interno è a navata unica.
Conserva i dipinti Battesimo di Gesù, Stigmate di San Francesco e San Luigi, la Madonna ed altri santi attribuiti a Giuseppe Bazzani.